# Barston
Barston – wieś w Anglii, w hrabstwie ceremonialnym West Midlands, w dystrykcie metropolitalnym Solihull. Leży 17 km na południowy wschód od miasta Birmingham i 147 km na północny zachód od Londynu. Miejscowość liczy 499 mieszkańców.